# Notiospathius boharti
Notiospathius boharti är en stekelart som beskrevs av Marsh 2002. Notiospathius boharti ingår i släktet Notiospathius och familjen bracksteklar. Inga underarter finns listade i Catalogue of Life.